# جبال كاتشكار
جبال كاتشكار والمعروفة ايضاً جبال كاكار، تقع بمقاطعة ريزا شمال شرق تركيا، وهي سلسلة جبال جليدية، ذات طابع جبال الألب، تضم قمم صخرية شديدة الانحدار والعديد من البحيرات الجبلية، تمتد على طول ساحل البحر الأسود.

## الجغرافيا
يحدها من الجنوب والشرق، وادي نهر كوروه، ومن الشمال ساحل البحر الأسود.
ترتفع أعلى قمة كاكار 3,937 م، والهضاب الجبلية على ارتفاع حوالي 3,000 م.

## الحياة والمرافق
- تشمل الحدائق في المنطقة المشي لمسافات طويلة والتخييم وتسلق الجبال والتزلج على الجليد.[6]

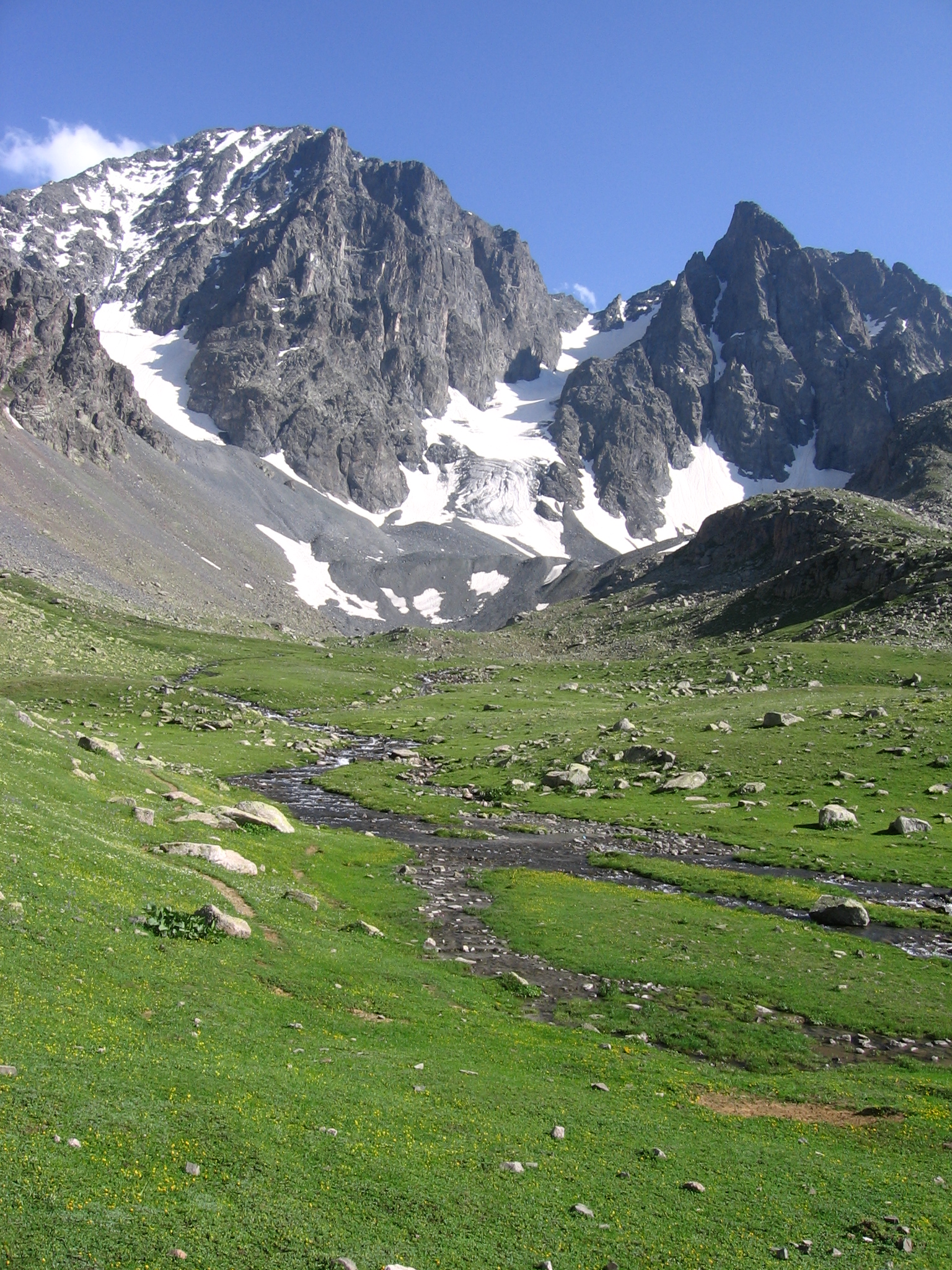
صورة من جبال كاتشكار في تركيا

- تضم مجموعة واسعة من النباتات والحياة البرية مثل الذئاب والدببة والخنازير والماعز الوحشي والغزلان وابن آوى والدجاج البري.[7]